# Miracle (film)
Miracle è un film del 2004 diretto da Gavin O'Connor e scritto da Eric Guggenheim e Mike Rich.
Il film racconta la storia della squadra di hockey su ghiaccio maschile degli Stati Uniti, la cui vittoria della medaglia d'oro alle Olimpiadi invernali del 1980 contro la favorita squadra sovietica fu soprannominata il "miracolo sul ghiaccio". Kurt Russell interpreta il capo allenatore Herb Brooks.

## Trama
È la storia della squadra statunitense di hockey su ghiaccio allenata dal prima campione poi allenatore Herb Brooks che vinse la medaglia d'oro alle Olimpiadi invernali del 1980, sconfiggendo la fortissima e favorita squadra sovietica, considerata la più forte squadra di hockey su ghiaccio di tutti i tempi e reduce da quattro medaglie d'oro olimpiche consecutive (1964, 1968, 1972 e 1976), in un crescendo di sfide sportive che si intrecciano con le difficoltà dell'allenatore di far accettare le proprie proposte, nonostante la solidarietà e la fiducia dei tecnici per una sfida all'apparenza impossibile.
Tensioni e nervosismi tra i giocatori della squadra vengono placati dallo spirito genuinamente sportivo di Brooks prima di mettere in campo l'ultima vera sfida tra blocchi da una parte all'altra della Cortina di ferro. La cronaca della vittoria statunitense in una delle ultime battaglie della guerra fredda diventa la storia di un miracolo, per quelli che ancora ci credono e sono disposti a fare gioco di squadra per vincere. Questo evento, raccontato con stile piano in un film per ragazzi, è entrato nella storia dello sport come il "miracolo sul ghiaccio".

## Produzione
Il film è una produzione della Walt Disney Productions, ed è stato girato dal 20 marzo 2003 al 4 giugno 2003

## Distribuzione
Il film è uscito nelle sale statunitensi il 20 febbraio 2004.

## Accoglienza

### Incassi
Il film ha raccolto al box office, alla sua uscita nelle sale, 19.377.577 dollari. Ha raggiunto i 64.378.093 dollari d'incasso al marzo 2004.

### Critica
Il film ha ricevuto recensioni positive, con la performance di Russell che ha ottenuto il maggior numero di elogi da parte della critica.